# امتحان زمالة الكلية الملكية لأطباء التخدير الابتدائي
امتحان زمالة الكلية الملكية لأطباء التخدير الابتدائي (بالإنجليزية: Primary Fellowship of the Royal College of Anaesthetists Examination)‏ هو امتحان دراسات عليا في التخدير، ويسمى بشكل كامل الفحص الأساسي لدبلوم الزمالة من الكلية الملكية البريطانية لأطباء التخدير.
يُطلب من أطباء التخدير المتدربين في المملكة المتحدة اجتياز هذا الاختبار قبل التقدم للحصول على تدريب متخصص أعلى (منصب مسجل متخصص) في التخدير.

## شروط القبول
- أي شخص مدرب طبيًا مسجل في المجلس الطبي العام وحصل على تدريب في التخصص لمدة عام واحد على الأقل.[3]
- تكلفة اختبار الأسئلة متعددة الإجابات هي 305 جنيهات إسترلينية مع الفحص السريري مقنن الأهداف، ويكلف الاختبار الشفوي 555 جنيهًا إسترلينيًا لكليهما.
- يُسمح للمتقدمين فقط بأربع محاولات فقط. [4]

## المنهج
يغطي منهج الامتحان :
- التشريح
- علم وظائف الأعضاء
- التخدير السريري
- علم العقاقير
- الفيزياء
- معدات التخدير
- القياس السريري
- علم الأمراض
- مهارات التخدير العملي
- الإنعاش
- الإحصائيات

## العضوية
يؤدي إكمال هذا الاختبار، جنبًا إلى جنب مع 12 شهرًا على الأقل من التدريب المتخصص في المملكة المتحدة، إلى منح ترشيح عضوية الكلية الملكية البريطانية لأطباء التخدير. يقتصر الاستخدام على أولئك الذين لم يعودوا في وظيفة تدريب متخصص.